# فرودگاه ملی کاستوریا
فرودگاه ملی کاستوریا (به انگلیسی: Kastoria National Airport) (به زبان بومی: Aristotelis Airport) یک فرودگاه همگانی با کد یاتا KSO است که یک باند فرود آسفالت دارد و طول باند آن ۲۷۷۳ متر است. این فرودگاه در کشور یونان قرار دارد و در ارتفاع ۶۶۱ متری از سطح دریا واقع شده است.

## شرکت‌های هواپیمایی و مقصدهای پروازی
| شرکت‌های هواپیمایی | مقصدهای پروازی        |
| ----------------- | --------------------- |
| آسترا ایرلاینز    | آتن، ملی کوزانی (PSO) |